# Ghindăoani, Neamț
Ghindăoani (în trecut, Vasile Conta) este o comună în județul Neamț, Moldova, România, formată numai din satul de reședință cu același nume.

## Așezare
Comuna se află în centrul județului, pe malul stâng al Cracăului. Este străbătută de șoseaua județeană DJ155J, care o leagă spre sud de Crăcăoani (unde se termină în DN12C) și spre nord de Grumăzești.

## Demografie
Componența etnică a comunei Ghindăoani
     Români (92,14%)
     Alte etnii (7,86%)
Componența confesională a comunei Ghindăoani
     Ortodocși (91,77%)
     Alte religii (0,37%)
     Necunoscută (7,86%)
Conform recensământului efectuat în 2021, populația comunei Ghindăoani se ridică la 1.629 de locuitori, în scădere față de recensământul anterior din 2011, când fuseseră înregistrați 1.849 de locuitori. Majoritatea locuitorilor sunt români (92,14%). Din punct de vedere confesional, majoritatea locuitorilor sunt ortodocși (91,77%), iar pentru 7,86% nu se cunoaște apartenența confesională.

## Politică și administrație
Comuna Ghindăoani este administrată de un primar și un consiliu local compus din 11 consilieri. Primarul, Adrian Antochi[*], de la Partidul Social Democrat, este în funcție din octombrie 2020. Începând cu alegerile locale din 2024, consiliul local are următoarea componență pe partide politice:
|  | Partid                          | Consilieri | Componența Consiliului | Componența Consiliului | Componența Consiliului | Componența Consiliului | Componența Consiliului | Componența Consiliului | Componența Consiliului | Componența Consiliului |
|  | ------------------------------- | ---------- | ---------------------- | ---------------------- | ---------------------- | ---------------------- | ---------------------- | ---------------------- | ---------------------- | ---------------------- |
|  | Partidul Social Democrat        | 8          |                        |                        |                        |                        |                        |                        |                        |                        |
|  | Partidul Național Liberal       | 2          |                        |                        |                        |                        |                        |                        |                        |                        |
|  | Alianța pentru Unirea Românilor | 1          |                        |                        |                        |                        |                        |                        |                        |                        |

## Istorie
La sfârșitul secolului al XIX-lea, teritoriul comunei Ghindăoani făcea parte din comuna Crăcăoani, aflată în plasa Piatra-Muntele a județului Neamț. Anuarul Socec din 1925 consemnează crearea între timp a comunei Ghindăoani, cu satul Ghindăoani în plasa Cetatea Neamț a aceluiași județ; comuna avea 2215 locuitori. În 1931, comuna a luat numele de Vasile Conta, deși satul de reședință a rămas la numele de Ghindăoani.
După al Doilea Război Mondial, comuna a revenit la denumirea de Ghindăoani și în 1950 a fost arondată raionului Piatra Neamț din regiunea Bacău. În 1968, ea a revenit la județul Neamț (reînființat), dar a fost desființată, satul Ghindăoani trecând în administrarea comunei Bălțătești. Comuna Ghindăoani a fost reînființată, tot cu un singur sat, în 2003.

## Personalități
- Vasile Conta (1845-1882), filozof.